# Homogalax
Homogalax è un mammifero erbivoro estinto, appartenente ai perissodattili. Visse nell'Eocene inferiore/medio (circa 55 - 50 milioni di anni fa) e i suoi resti fossili sono stati ritrovati in Nordamerica e in Asia.

## Descrizione
Questo animale possedeva una struttura relativamente snella ed era di piccole dimensioni. Non doveva superare di molto il metro di lunghezza. Il cranio era piuttosto basso e allungato, con un lungo muso. La dentatura richiama quella dei perissodattili arcaici; i molari superiori erano di forma trapezoidale, con un ectolofo corto e dritto, una debole proiezione labiale del parastilo e un paraconulo poco accentuato. Era presente un diastema tra il primo e il secondo premolare inferiore. Homogalax era dotato di zampe piuttosto slanciate che permettevano all'animale di correre velocemente. 

## Classificazione
Homogalax è noto principalmente per fossili provenienti dal Nordamerica: la specie tipo è Homogalax protapirinus, ritrovata in strati dell'Eocene inferiore in numerose località degli Stati Uniti. Un'altra specie nordamericana è H. aureus, mentre in Cina è conosciuta H. wutuensis. Altre specie precedentemente assegnate al genere, sempre provenienti dall'Asia, sono state poi assegnate ad altri generi (ad esempio H. namadicus, ora noto come Orientolophus). 
Homogalax fa parte di una radiazione evolutiva di perissodattili primitivi, originatisi nel corso dell'Eocene inferiore e diffusisi in Asia e Nordamerica. Precedentemente attribuito alla famiglia degli isectolofidi (ora considerata parafiletica), Homogalax è ritenuto un arcaico rappresentante di quella linea evolutiva che, in seguito, condusse allo sviluppo di rinoceronti e tapiri. Homogalax è stato inoltre visto come un possibile antenato degli ancilopodi e dei lofiodontidi.